# Corky Hale
Corky Hale, geboren als Merrilyn Hecht (Freeport (Illinois), 3 juli 1936) is een Amerikaanse harpiste en (onder meer) pianiste in de jazz en easy-listening.
Hale begon op zeer jonge leeftijd te spelen op achtereenvolgens de piano, harp, fluit en cello. Ze studeerde vanaf haar zevende klassieke piano aan een conservatorium in Chicago. Haar professionele loopbaan begon ze in 1950 in het orkest van Freddy Martin, waarmee ze ook op televisie optrad. Kort daarna werkte ze drie jaar bij de entertainer Liberace. Ze speelde met hem in televisieshows, toerde met hem en verscheen in de film Sincerely. Halverwege de jaren vijftig werkte ze in de nachtclub Coconut Grove, waar ze harp en ook piano speelde en zong in de band van Freddy Martin en sterren als Tony Bennett, Peggy Lee en Frank Sinatra begeleidde. In Los Angeles begeleidde ze enige tijd Billie Holiday. In die tijd verscheen haar eerste album waarop ze begeleid werd door Westcoast-jazzmusici, waaronder Red Mitchell en Chico Hamilton. Het was een van de eerste jazzharp-platen. Tevens speelde ze mee op opnames van onder meer Anita O'Day, June Christy, Ella Fitzgerald en Chet Baker.
Na een kort huwelijk woonde ze drie jaar in Italië, waar ze wekelijks optrad in de tv-show Tempo di Jazz en enkele acteerrolletjes had. Terug in Amerika begeleidde ze enige tijd Tony Martin op de piano, waarna ze in New York studiomuzikante werd en meewerkte aan plaatopnames van onder meer Roberta Flack, Peggy Lee, Judy Collins, Stealers Wheel, Dean Friedman en Tony Bennett. Ook werkte ze samen met Barbra Streisand. In de jaren erna heeft ze meegespeeld bij opnames van Björk en bijvoorbeeld George Michael.
Hale was tevens actief als producer van theatershows, waaronder Give 'Em Hell, Harry en Lullaby of Broadway, waarin de muziek van Al Dubin centraal stond.
Sinds 1970 is Hale getrouwd met Mike Stoller.

## Discografie
- Corky Hale, GNP, 1956
- Harp! The Harald Angels Swing, Laserlight Records/Delta Distribution, 1995
- Corky, GNP, 1998 ('albumpick' Allmusic)
- Have Yourself a Jazzy Little Christmas, LML Music, 2000
- I'm Glad There Is You, Palisades, 2009